# 스테파노 피오레
스테파노 피오레(이탈리아어: Stefano Fiore, 1975년 4월 17일, 이탈리아 코센차 ~ )는 이탈리아의 은퇴한 축구 선수이다. 그는 이탈리아의 유로 2000 준우승 멤버이며, 벨기에와의 2차전에서는 득점을 기록했다.

## 수상
파르마
- UEFA 컵 : 1994-95, 1998-99
- 코파 이탈리아 : 1998-99

 라치오
- 2003-04 코파 이탈리아 우승

 발렌시아 
- 2004년 UEFA 슈퍼컵 우승

 이탈리아
- UEFA 유로 2000 준우승